# Shūkanshi
Shūkanshi (週刊誌?) è un termine giapponese per una qualsiasi rivista settimanale, compresi giornali tabloid settimanali politicamente provocatori.
Come notato da Watanabe e Gamble in Japan Media Review e nel loro libro A Public Betrayed (Un pubblico tradito), il genere è "spesso descritto come bizarre miscele di vari tipi di riviste statunitensi, quali Newsweek, The New Yorker, People, Penthouse e The National Enquirer".:71
Gli shūkanshi sono stati una fonte di articoli antisemitici in Giappone, compresi Shukan Bunshun, Marco Polo e Shukan Shincho, che hanno ripetutamente pubblicato articoli che negavano l'Olocausto.:170 Shukan Shincho fu ritenuto colpevole di diffamazione dal tribunale di Tokyo per aver pubblicato un'accusa di omicidio priva di fondamento da parte di un membro della Soka Gakkai, ed è stato criticato per le storie sensationalistiche riguardanti un sito di insediamento paleolitico in Giappone poi contestato. La rivista è stata rimproverata per aver pubblicato i nomi e le fotografie di minori che erano stati accusati di atti criminali, ancora prima che i loro processi incominciassero.